# Naftazone
La naftazone è una composto chimico di formula {\displaystyle {\ce {C11H9N3O2}}}.

## Caratteristiche strutturali e fisiche
Si tratta di un composto organico appartenente alla classe dei naftaleni. Si conoscono due forme polimorfiche del composto: una fase P1 stabile e una fase P2 metastabile entrambe presenti nel precipitato al termine del processo di sintesi.
| N. di atomi pesanti                  | 16                                                                        |
| N. di donatori di legami a idrogeno  | 2                                                                         |
| N. di accettori di legami a idrogeno | 4                                                                         |
| N. di legami ruotabili               | 1                                                                         |
| Superficie polare                    | 88,04 Å²                                                                  |
| Sezione d'urto                       | 149,402 Å² [M+H]+ 155,356 Å² [M+Na]+ 147,006 Å² [M-H]- 180,264 Å² [M-2H]- |
| Massa monoisotopica                  | 215,069476542 u                                                           |
| Rifrattività                         | 60,16 m³/mol                                                              |
| Polarizzabilità                      | 21,5 Å³                                                                   |

## Sintesi
Il composto si ottiene dalla reazione tra il semicarbazide in soluzione acquosa e una sospensione di naftochinone che porta alla precipitazione di naftazone. Il composto viene prima purificato in cloroformio e successivamente dissolto in DMF. La soluzione così ottenuta viene filtrata al fine di eliminare le particelle rimaste in sospensione e viene quindi aggiunta acqua per far riprecipitare il composto.

## Reattività e caratteristiche strutturali

### Spettri analitici
- GC-MS[6]

| Standard polare       | 3.264,8 |
| Standard apolare      | 1.869,2 |
| Semi-standard apolare | 2.186,0 |

## Farmacologia e tossicologia

### Effetti del composto e usi clinici
Naftazone è un farmaco a piccole molecole con una fase clinica massima di IV ed è indicato per le malattie cardiovascolari. In particolare è il principio attivo di un farmaco venotonico e vasoprotettore che agisce principalmente aumentando la resistenza e il tono delle vene, riducendo la permeabilità capillare e migliorando la microcircolazione. Ha proprietà simili all'adrenocromo.